# Football Club Canavese 2009-2010
Questa voce raccoglie le informazioni riguardanti il Football Club Canavese nelle competizioni ufficiali della stagione 2009-2010.

## Rosa
| N. |                   | Ruolo | Calciatore           |
| -- | ----------------- | ----- | -------------------- |
|    | Italia (bandiera) | A     | Thomas Bachlechner   |
|    | Italia (bandiera) | C     | Christian Berger     |
|    | Italia (bandiera) | D     | Luca Carretto        |
|    | Italia (bandiera) | C     | Giuseppe Casisa      |
|    | Italia (bandiera) | D     | Giorgio Conrotto     |
|    | Italia (bandiera) | A     | Alessio Curcio       |
|    | Italia (bandiera) | C     | Daniele Di Benedetto |
|    | Italia (bandiera) | A     | Nicola Falomi        |
|    | Italia (bandiera) | A     | Simone Ghezzi        |
|    | Italia (bandiera) | C     | Michael Girasole     |
|    | Italia (bandiera) | C     | Marcello Koffi Teja  |
|    | Italia (bandiera) | P     | Giorgio Merlano      |

| N. |                   | Ruolo | Calciatore          |
| -- | ----------------- | ----- | ------------------- |
|    | Italia (bandiera) | C     | Daniele Niada       |
|    | Italia (bandiera) | C     | Andrea Ottonello    |
|    | Italia (bandiera) | D     | Luca Pagliarulo     |
|    | Italia (bandiera) | A     | Lorenzo Parisi      |
|    | Italia (bandiera) | A     | Marco Perrone       |
|    | Italia (bandiera) | P     | Andrea Pozzato      |
|    | Italia (bandiera) | C     | Girolamo Provenzano |
|    | Italia (bandiera) | D     | Luca Riggio         |
|    | Italia (bandiera) | C     | Marco Russo         |
|    | Italia (bandiera) | A     | Stefano Santoni     |
|    | Italia (bandiera) | C     | Paolo Scutti        |
|    | Italia (bandiera) | D     | Federico Vettori    |